# نوبورو کوهارا
نوبورو کوهارا (انگلیسی: Noboru Kohara؛ زادهٔ ۲۲ ژوئیهٔ ۱۹۸۳) بازیکن فوتبال اهل ژاپن است.
از باشگاه‌هایی که در آن بازی کرده‌است می‌توان به باشگاه ورزشی توچیگی اشاره کرد.